# Casiokids
Casiokids est un groupe d'electropop fondé en 2005 par cinq Norvégiens venant de Bergen. Ils écrivent leurs textes en norvégien.
Ils ont à ce jour[Quand ?] trois albums à leur actif.

## Discographie
- 2007 : Fuck MIDI (Karisma)
- 2010 : Topp Stemning
- 2011 : Aabenbaringen over Aaskammen
- 2024:Tid for hjem

## Singles
- 2009 : Fot I Hose (Moshi Moshi Records)